# Liste von Burgen und Schlössern in der Schweiz
Diese Liste führt Artikel zu Schweizer Burgen und Schlössern – oder allenfalls deren Ruinen – auf.

## Aargau
- Schlössli Aarau, Aarau
- Festung Aarburg, Aarburg
- Schlösschen Altenburg, Altenburg bei Brugg
- Alt-Wartburg, Oftringen
- Schloss Auenstein, Auenstein
- Ruine Baldingen, Baldingen
- Schloss Bellikon, Bellikon
- Burg Bernau, Leibstadt
- Ruine Besserstein, Villigen
- Schloss Biberstein, Biberstein
- Ruine Böbikon, Böbikon
- Schloss Böttstein, Böttstein
- Schlössli Bremgarten, Bremgarten
- Schloss Brestenberg, Seengen
- Schloss Brunegg, Brunegg
- Ruine Freudenau, Untersiggenthal
- Habsburg, Habsburg
- Schloss Hallwyl, Seengen
- Ruine Hasenburg, Bergdietikon
- Schloss Hilfikon, Hilfikon
- Schloss Horben, Beinwil (Freiamt)
- Ruine Horen, Küttigen
- Ruine Iberg, Riniken
- Schloss Kasteln, Oberflachs
- Kindhausen, Bergdietikon
- Schloss Klingnau, Klingnau
- Ruine Königstein, Küttigen
- Landvogteischloss, Baden
- Ruine Laufenburg, Laufenburg
- Schloss Lenzburg, Lenzburg
- Schloss Liebegg, Gränichen
- Schloss Mandach, Zurzach
- Rosenberg, Küttigen
- Schloss Rued, Schlossrued
- Schloss Schafisheim, Schafisheim
- Ruine Schenkenberg, Thalheim
- Ruine Scherenberg, Safenwil
- Schloss Schöftland, Schöftland
- Schwarzer Turm, Brugg
- Schwarzwasserstelz, Fisibach
- Burg Stein, Rheinfelden
- Ruine Stein, Baden
- Ruine Tegerfelden, Tegerfelden
- Trostburg, Teufenthal
- Ruine Urgiz, Densbüren
- Ruine Waldhausen, Fisibach
- Burg Wessenberg, Unterkulm
- Schloss Wildenstein, Veltheim
- Schloss Wildegg, Wildegg

## Appenzell Ausserrhoden
- Ruine Rosenberg, Herisau
- Rosenburg (auch: Ramsenburg), Herisau
- Schlössli Steinegg[1], Herisau
- Ruine Urstein (auch: Rachenstein), Herisau

## Appenzell Innerrhoden
- Schloss von Appenzell, Appenzell
- Ruine Clanx, Appenzell
- Ruine Hoch-Altstätten, Oberegg

## Basel-Landschaft
- Schloss Aesch, Aesch BL
- Ruine Alt-Biederthal, Burg im Leimental
- Ruine Alt-Schauenburg, Frenkendorf
- Ruine Altenberg, Füllinsdorf
- Schloss Angenstein, Duggingen
- Ruine Bännlifels, Wahlen
- Ruine Bärenfels, Duggingen
- Schloss Burg, Burg im Leimental
- Ruine Burghalden, Liestal
- Schloss Binningen, Binningen
- Burg Birseck, Arlesheim
- Ruine Bischofstein, Sissach
- Schloss Bottmingen, Bottmingen
- Schloss Ebenrain, Sissach
- Ruine Engenstein, Pfeffingen
- Ruine Farnsburg, Ormalingen
- Ruine Frohberg, Aesch
- Ruine Fürstenstein, Ettingen
- Ruine Gutenfels, Bubendorf
- Ruine Hintere Birseck, Arlesheim
- Ruine Hintere Wartenberg, Muttenz
- Holeeschlösschen, Binningen
- Ruine Homburg, Läufelfingen
- Ruine Itkon, Sissach und Böckten
- Ruine Madeln, Pratteln
- Ruine Mittlere Birseck, Arlesheim
- Ruine Mittlere Wartenberg, Muttenz
- Ruine Münchenstein, Münchenstein
- Ruine Münchsberg, Pfeffingen
- Ruine Neuenstein, Wahlen
- Ruine Neu-Schauenburg, Frenkendorf
- Ruine Ödenburg, Wenslingen
- Ruine Pfeffingen, Pfeffingen
- Schloss Pratteln, Pratteln
- Ruinen Ränggen, Diegten
- Ruine Ramstein, Bretzwil
- Burg Reichenstein, Arlesheim
- Grottenruine Riedfluh, Eptingen
- Ruine Rifenstein, Reigoldswil
- Ruine Schalberg, Pfeffingen
- Ruine Scheidegg, Gelterkinden
- Ruine Schönenberg, Burg im Leimental
- Ruine Sissacherfluh, Sissach
- Ruine Spitzburg, Ramlinsburg
- Wehrkirche St. Arbogast, Muttenz
- Burg Vordere Birseck, Arlesheim
- Ruine Vordere Wartenberg, Muttenz
- Ruine Waldenburg, Waldenburg
- Ältere Burg Wild-Eptingen, Eptingen
- Burgruine Witwald, Eptingen
- Schloss Wildenstein, Bubendorf
- Schloss Zwingen, Zwingen

## Bern
- Schloss Aarberg, Aarberg
- Schloss Aarwangen, Aarwangen
- Ruine Aegerten, Köniz
- Schloss Allmendingen, Allmendingen bei Bern
- Burg Alt-Bubenberg, Frauenkappelen
- Burg Alt-Oberhofen, Oberhofen am Thunersee
- Ruine Alt-Signau, Bowil
- Burg Aris ob Kien, Reichenbach im Kandertal
- Schloss Amsoldingen, Amsoldingen
- Schloss Belp, Belp
- Neues Schloss Belp, Belp
- Schloss Bipp, Oberbipp
- Schloss Blankenburg, Zweisimmen
- Blankenburg auf Schönegg, Burgistein
- Burg Brandis, Lützelflüh
- Schloss Bremgarten, Bremgarten bei Bern
- Altes Schloss Bümpliz, Bern
- Neues Schloss Bümpliz, Bern
- Schloss Büren, Büren an der Aare
- Schloss Burgdorf, Burgdorf
- Schloss Burgistein, Burgistein
- Ruine Bürg, Frutigen
- Ruine Châtillon, Péry-La Heutte
- Schloss Courtelary, Courtelary
- Burg Diessenberg, Oberdiessbach
- Ruine Eichstalden, Boltigen
- Burgruine Erguel, Sonvilier
- Schloss Erlach, Erlach
- Ruine Erlenbach, Erlenbach im Simmental
- Ruine Faulensee, Spiez
- Felsenburg, Kandergrund
- Burg Fenis, Ins
- Ruine Festi, Gurzelen
- Ruine Festi, Ligerz
- Burg Friesenberg, Wynigen
- Ruine Gaffer Tschinge, Erlenbach im Simmental
- Schloss Gampelen, Gampelen
- Burg Geristein, Bolligen
- Burg Gerzensee, Gerzensee
- Altes Schloss Gerzensee, Gerzensee
- Neues Schloss Gerzensee, Gerzensee
- Ruine Goldhubel, Aegerten
- Ruine Grafenstein (auch Kronenburg oder Kramburg genannt)[2], Diemtigen[3]
- Grasburg, Schwarzenburg
- Ruine Grimmenstein, Wynigen
- Burgruine Grünenberg, Melchnau
- Burg Gutenburg, Madiswil
- Schloss Gümligen, Muri bei Bern
- Ruine Gümmenen, Gümmenen
- Schloss Habstetten, Bolligen
- Ruine Hasenburg (auch Burg Grimmenstein oder Burg Diemtigen genannt), Diemtigen
- Ruine Hattingen, Forst-Längenbühl
- Ruine Heidenmauer, Oberwil im Simmental
- Ruine Helfenstein, Wahlern
- Burg Herbligen, Herbligen
- Ruine Hohburg, Belp
- Schloss Hindelbank, Hindelbank
- Schloss Holligen, Bern
- Ruine Humberg, Seeberg
- Schloss Hünegg, Hilterfingen
- Schloss Hünigen, Konolfingen
- Ruine Ieschberg, Alchenstorf
- Schloss Interlaken, Interlaken
- Ruine Jagdburg, Stocken-Höfen
- Burg Jegerlehn, Lützelflüh
- Schloss Jegenstorf, Jegenstorf
- Schloss Kehrsatz, Kehrsatz
- Schloss Kiesen, Kiesen
- Schloss Köniz, Köniz
- Ruine Kramburg, Kirchdorf
- Burgruine Kronegg, (im Burgholz) Diemtigen[3]
- Schloss Landshut, Utzenstorf
- Burg Laubegg, Boltigen
- Schloss Laupen, Laupen
- Hof Ligerz, La Neuveville
- Burg Langenstein, Melchnau
- Villa Mettlen, Muri bei Bern
- Schloss Moutier, Moutier
- Ruine Burg Mülenen und Letzi, Reichenbach im Kandertal
- Schloss Münchenwiler, Münchenwiler
- Schloss Münsingen, Münsingen
- Schloss Muri, Muri bei Bern
- Burg Neu-Bubenberg, Köniz
- Burg Neu-Signau, Bowil
- Schloss Nidau, Nidau
- Burg Nydegg, Bern
- Ruine Obere Erlinsburg, Niederbipp
- Ruine Oberer Mannenberg, Zweisimmen
- Ruine Unterer Mannenberg, Zweisimmen
- Burg Münnenberg, Lützelflüh
- Schloss Oberdiessbach, Oberdiessbach
- Ruine Obergurzelen, Gurzelen
- Schloss Oberhofen, Oberhofen am Thunersee
- Campagne Oberried, Belp
- Ruine Oberwangen, Köniz
- Burg Oltigen, Radelfingen
- Ruine Pieterlen, Pieterlen
- Gut Ralligen, Sigriswil
- Ruine Ramisburg, Rüeggisberg
- Schloss Reichenbach, Zollikofen
- Restiturm, Meiringen
- Ruine Riedburg, Köniz
- Burg Ried, Hilterfingen
- Schloss Riggisberg, Riggisberg
- Ruine Ringgenberg, Ringgenberg
- Burgruine Schloss Ringoltingen, Erlenbach im Simmental (Pfrundwiese)[2]
- Ruine Rohrberg, Auswil
- Ruine Rothenfluh, Schwarzenburg
- Burg Rothöchi, Oberburg
- Ruine Rondchâtel, Péry-La Heutte
- Schloss Rümligen, Rümligen
- Ruine Schattenburg, Oberwil im Simmental
- Schloss Schadau, Thun
- Ruine Schadburg, Ringgenberg
- Burg Schlossberg, La Neuveville
- Schnabelburg, Melchnau
- Ruine Schwandiholz, Stettlen
- Schloss Schwarzenburg, Schwarzenburg
- Schloss Seeburg, Iseltwald
- Ruine Simmenegg, Boltigen
- Schloss Spiez, Spiez
- Schloss Spittel, Sumiswald
- Burg Spitzenberg, Langnau im Emmental
- Burg Strassberg, Büren an der Aare
- Ruine Strättligen, Thun
- Ruine Schwabenried, Saanen
- Ruine Schwandiholz, Stettlen
- Burg Tannenberg, Boltigen
- Tellenburg, Frutigen
- Teufelsburg, Rüti bei Büren
- Schloss Thielle (auch Schloss Zihlbrücke genannt), Gals
- Schloss Thorberg, Krauchthal
- Schloss Thun, Thun
- Schloss Thunstetten, Thunstetten
- Schloss Toffen, Toffen
- Schloss Trachselwald, Trachselwald
- Burgruine Uttigen, Uttigen
- Schloss Utzigen, Vechigen
- Burg Unspunnen, Wilderswil
- Schloss Unterseen, Unterseen
- Schloss Ursellen, Konolfingen
- Ruine Vesti, Unterseen
- Schloss Waldau, Bern
- Schloss Wangen an der Aare, Wangen an der Aare
- Ruine Wartenstein, Lauperswil
- Kerrenburg, Kernenried
- Ruine Weissenau, Unterseen
- Ruine Weissenburg, Därstetten
- Wehrturm Wiedlisbach, Wiedlisbach
- Schloss Wil, Grosshöchstetten
- Schloss Wimmis, Wimmis
- Schloss Wittigkofen, Bern
- Schloss Worb, Worb
- Neues Schloss Worb, Worb

## Freiburg
- Burgruine Bellavuarda, Jaun
- Burgruine Arconciel, Bois-d’Amont
- Schloss Attalens, Attalens
- Schloss Balliswil, Balliswil, Düdingen
- Schloss Barberêche, Courtepin* Burgruine Bossonnens, Bossonnens
- Château d’En-Bas, Broc
- Schloss Bulle, Bulle
- Schloss Chenaux, Estavayer-le-Lac
- Schloss Corbières, Corbières
- Schloss Diesbach, Torny
- Schloss Grand-Vivy, Courtepin
- Schloss Greyerz, Greyerz
- Schloss Griset de Forel, Torny
- Burgruine Illens, Rossens
- Schloss Jetschwil, Düdingen
- Burg Obermaggenberg, Alterswil
- Schloss La Grande Riedera, Le Mouret
- Schloss La Poya, Fribourg
- Burgturm La Tour-de-Trême, La Tour-de-Trême
- Schloss Löwenberg, Murten
- Schloss Maggenberg, Tafers
- Schloss Mézières, Mézières
- Tour de la Molière, Estavayer
- Burg Montagny, Montagny
- Burgruine Montsalvens, Broc
- Schloss Murten, Murten
- Burg Petit-Vivy, Courtepin
- Schloss Pont, Pont-en-Ogoz
- Schloss Rue, Rue
- Schloss Romont, Romont
- Schloss Saint-Germain, Greyerz
- Schloss Surpierre, Surpierre
- Schloss Üebewil, Düdingen
- Schloss Vaulruz, Vaulruz
- Les Vernex I (Châtillon), Autigny
- Les Vernex II (Le Ressat), Autigny
- Schloss Vonderweid, Villars-sur-Marly, Pierrafortscha
- Château de Vuissens, Vuissens
- Schloss de Weck, Villars-sur-Marly, Pierrafortscha
- Vogteischloss (Vuippens), Marsens

## Genf
- Ruine Bâtie-Beauregard, Collex-Bossy
- Tour de Champel[4], Genf
- Schloss Choully, Satigny
- Schloss Compesières, Bardonnex
- Chateau el Masr, Cologny
- Château de Dardagny, Dardagny
- Burg Hermance, Hermance
- Burg Laconnex, Laconnex
- Schloss Le Crest, Jussy
- Ruine Burg Rouelbeau, Meinier
- Schloss Tournay, Pregny-Chambésy
- Château de Versoix, Versoix

## Glarus
- Burg Benzingen, Glarus Süd-Schwanden
- Mariaburg, Näfels (mit dem Kloster Mariaburg überbaut)
- Schlössli Niederurnen (auch: Burg Oberwindegg, Burg Windegg), Glarus Nord-Niederurnen
- Ruine Sola, Glarus Süd-Sool
- Vorburg (auch: Burg Windegg), Glarus Nord-Oberurnen

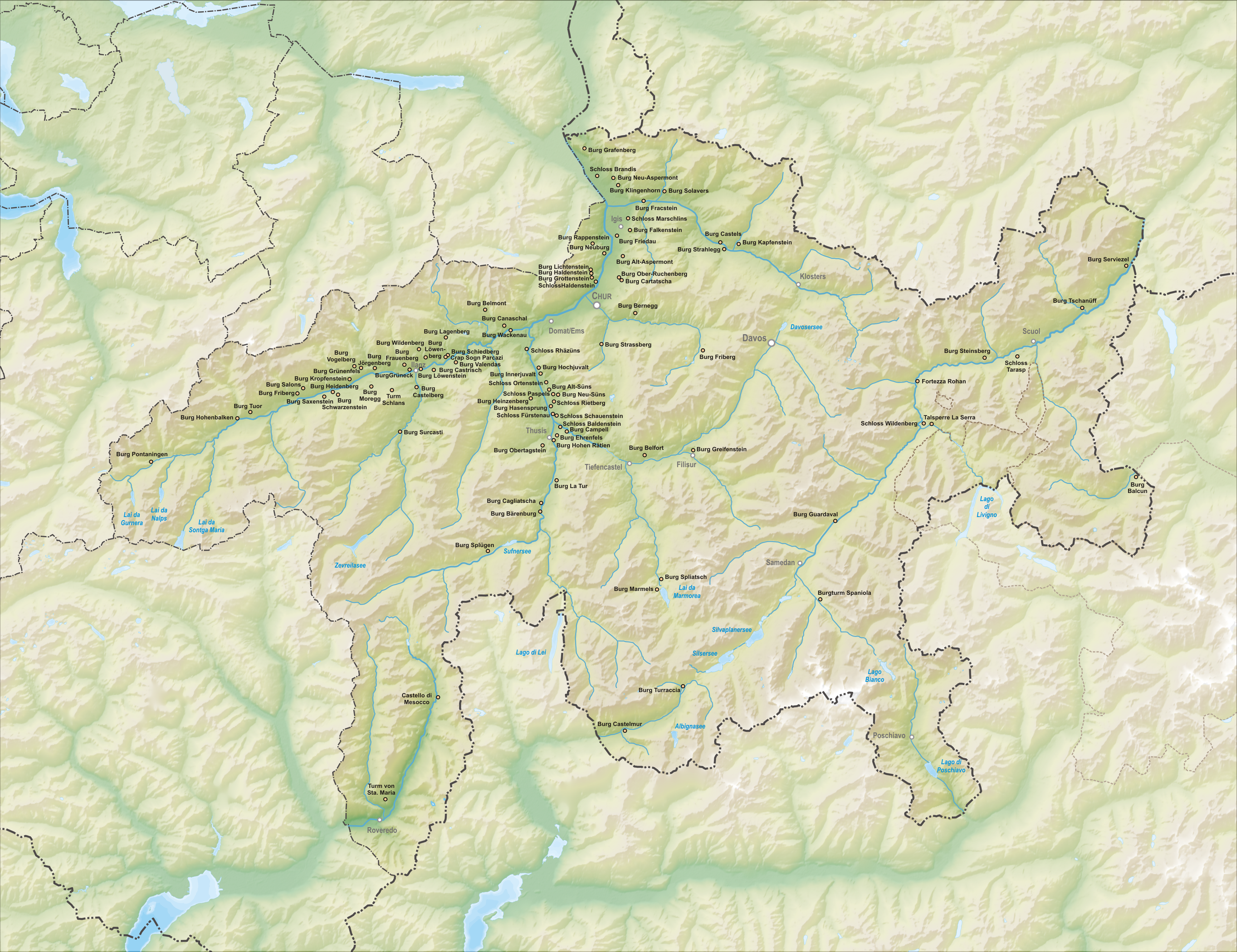
Burgen und Schlösser des Kanton Graubünden

## Graubünden
- Bischöfliches Schloss Fürstenau
- Bischöflicher Hof (Bischöfliches Schloss), Chur
- Burg Alt-Aspermont, Trimmis
- Burg Alt-Süns, Paspels
- Burg Balcun At, Müstair
- Schloss Baldenstein, Sils im Domleschg
- Burg Bärenburg, Andeer
- Burg Belfort, Brienz/Brinzauls
- Burg Belmont, Flims
- Burg Bernegg, Calfreisen
- Schloss Brandis, Maienfeld
- Burg Cagliatscha, Clugin
- Turm von Sta. Maria in Calanca, Santa Maria in Calanca
- Burgruine Campell, Sils im Domleschg
- Burg Canaschal, Trin
- Burg Cartatscha, Trun
- Casaulta, Lumnezia-Lumbrein
- Burg Castelberg, Luven
- Burg Castels, Luzein
- Burg Castrisch, Castrisch
- Burg Castelmur, Bondo GR
- Wohnturm Chisti, Lumnezia-Lumbrein
- Crap Sogn Parcazi, Trin
- Schloss de Mont, Lumnezia-Vella
- Burg Ehrenfels, Sils im Domleschg
- Burg Fracstein, Seewis im Prättigau
- Burg Falkenstein (Igis), Igis
- Burg Frauenberg (Ruschein), Ruschein
- Burg Friberg (Siat), Siat
- Burg Friberg (Trun), Trun
- Burg Friedau, Zizers
- Burg Grafenberg, Fläsch
- Burg Greifenstein, Filisur
- Burg Grottenstein, Chur
- Burg Grüneck, Ilanz
- Burg Grünenfels, Waltensburg
- Burg Guardaval, Madulain
- Burg Haldenstein, Chur
- Schloss Haldenstein, Chur
- Burg Haselstein, Zillis-Reischen
- Burg Hasensprung, Pratval
- Burg Heidenberg, Obersaxen
- Burg Heinzenberg, Präz
- Burg Hochjuvalt, Rothenbrunnen
- Burg Hohenbalken, Sumvitg
- Burg Innerjuvalt, Rothenbrunnen
- Burg Hohenrätien, Sils im Domleschg
- Ruine Jörgenberg, Waltensburg
- Burg Kapfenstein, Küblis
- Burg Klingenhorn, Malans
- Burg Kropfenstein, Waltensburg
- Burg Lagenberg, Laax
- Burg La Tur, Zillis-Reischen
- Talsperre La Serra, Zernez
- Burg Lichtenstein (Haldenstein), Chur
- Burg Löwenberg, Schluein
- Burg Löwenstein, Ilanz
- Burg Marmels, Marmorera
- Schloss Marschlins, Igis
- Castello di Mesocco, Mesocco
- Burg Moregg, Obersaxen
- Burg Neu-Aspermont, Jenins
- Burg Neu-Süns, Paspels
- Ruine Neuburg, Untervaz
- Burg Nivagl, Vaz/Obervaz
- Burg Obertagstein, Thusis
- Burg Ober-Ruchenberg, Trimmis
- Schloss Ortenstein, Tumegl/Tomils
- Schloss Paspels, Paspels
- Burg Pontaningen, Tujetsch
- Burg Rappenstein, Untervaz
- Schloss Rhäzüns, Rhäzüns
- Schloss Rietberg, Pratval
- Burg Ringgenberg, Trun-Zignau
- Fortezza Rohan, Susch
- Burg Saxenstein, Obersaxen
- Burg Salons, Schlans
- Schloss Schauenstein
- Ruine Schiedberg, Sagogn
- Turm Schlans, Schlans
- Burg Schwarzenstein, Obersaxen
- Ruine Serviezel, zw. Martina und Tschlin
- Burgruine Serviezel, Ramosch
- Burg Solavers, Seewis im Prättigau
- Burgturm Spaniola, Pontresina
- Burg Spliatsch, Sur
- Burg Splügen, Splügen
- Ruine Steinsberg, Ardez
- Burg Strahlegg, Fideris
- Burg Strassberg, Malix
- Burg Surcasti, Surcasti
- Schloss Tarasp, Tarasp
- Torre Palas, San Vittore GR
- Burg Tuor, Sumvitg
- Burgstelle Turatscha, Lumnezia-Degen
- Turm la Praschun, Susch
- Ruine Turraccia, Casaccia
- Burg Tschanüff, Ramosch
- Burg Valendas, Valendas
- Burg Vogelberg, Waltensburg
- Burg Wackenau, Bonaduz
- Burg Wildenberg, Falera
- Schloss Wildenberg, Zernez

## Jura
- Burgruine Hasenburg (Ruines de château d'Asuel), Asuel
- Ruine Vorbourg, Delsberg
- Schloss Delsberg, Delsberg
- Löwenburg, Pleigne
- Schloss Pleujouse, Pleujouse
- Schloss Pruntrut, Pruntrut
- Kastlanei Saignelégier (auch: Burgvogtei), Saignelégier
- Schloss Soyhières, Courroux
- Schloss Raymontpierre, Vermes
- Ruine Roche d’Or, Haute-Ajoie-Roche-d’Or
- Burgruine Spiegelberg (Mont Miroir), Muriaux

## Luzern
- Alt Eschenbach, Inwil
- Burg Alt-Willisau, Willisau
- Schloss Baldegg, Baldegg
- Schloss Beromünster, Beromünster
- Schloss Buttisholz, Sursee
- Ruine Grünenberg, Hitzkirch
- Ruine Hasenburg, Willisau
- Schloss Heidegg, Gelfingen
- Johanniterkommende Hohenrain, Hohenrain
- Ruine Kastelen, Alberswil
- Schloss Kastelen, Alberswil
- Landvogteischloss (Chutzenturm), Willisau
- Ruine Lieli, Lieli
- Schloss Ludigen, Römerswil[5]
- Schloss Mauensee, Mauensee
- Schloss Meggenhorn, Meggen
- Schloss Neuhabsburg, Meggen
- Burg Oberrinach,[6] Römerswil-Oberreinach
- Johanniterkommende Reiden, Reiden
- Wehrturm Richensee, Richensee
- Schloss Schauensee, Kriens
- Burg Thorenberg, Littau[7]
- Äussere Burg Wiggern, Wolhusen
- Burg Wikon, Wikon
- Schloss Wyher, Ettiswil

## Neuenburg
- Schloss Boudry, Boudry
- Schloss Colombier, Colombier
- Schloss Hauterive, Hauterive
- Schloss Le Landeron, Le Landeron
- Schloss Neuenburg, Neuenburg
- Burgruine Rochefort, Rochefort
- Schloss Valangin, Neuenburg
- Schloss Vaumarcus, Vaumarcus

## Nidwalden
- Burgruine Dörfli, Wolfenschiessen
- Rittersitz Füglisloo, Wolfenschiessen
- Höfli (Rosenburg), Stans
- Burgstall Hubel, Wolfenschiessen
- Burg Isenringen, Beckenried
- Loppburg, Hergiswil, auf dem Lopper
- Burgruine Rotzberg, Ennetmoos
- Schnitzturm, Stansstad
- Winkelriedhaus (Schloss Winkelried), Stans

## Obwalden
- Hexenturm, Sarnen
- Burg Landenberg, Sarnen
- Turmruine Rosenberg, Giswil
- Burgruine Rudenz, Giswil
- Burg Zwingel, Giswil[8]

## Schaffhausen
- Schloss Beringen, Beringen
- Bibermühle (Bibernhofgut), Ramsen
- Ruine Hartenkirch, Siblingen
- Schloss Herblingen, Schaffhausen
- Burg Hohenklingen, Stein am Rhein
- Festung Munot, Schaffhausen
- Ruine Neuburg, Neuhausen
- Schloss Neunkirch (Oberhof), Neunkirch
- Ruine Radegg, Wilchingen
- Randenburg, Schleitheim
- Sonnenburggut, Schaffhausen
- Schloss Thayngen (Oberhof), Thayngen
- Ruine Wolkenstein, Hemishofen
- Schlösschen Wörth, Neuhausen

## Schwyz
- Burgruine Gesslerburg, Küssnacht
- Schloss Grynau, Tuggen
- Letziturm Morgarten, Sattel (siehe Schlacht am Morgarten)
- Burg Pfäffikon, Pfäffikon
- Burg Alt-Rapperswil, Altendorf
- Letziturm Rothenthurm, Rothenthurm
- Burg Schwanau, Lauerz
- Archivturm, Schwyz

## Solothurn
- Burg Alt-Falkenstein, Balsthal (Klus)
- Ruine Alt-Bechburg, Holderbank
- Ruine Balm, Balm bei Günsberg
- Schloss Buchegg, Kyburg-Buchegg
- Ruine Dorneck, Dornach
- Schloss Falkenstein, Niedergösgen, heutige Schlosskirche
- Frohburg, Trimbach
- Ruine Gilgenberg, Zullwil
- Ruine Göskon, Obergösgen
- Burgruine Grenchen, zwischen Grenchen und Bettlach
- Ruine Hilsenstein, Dornach
- Schloss Neu-Bechburg, Oensingen
- Ruine Neu-Falkenstein, Balsthal
- Burg Neu-Thierstein, Büsserach
- Burg Rotberg, Mariastein
- Ruine Sternenberg, Hofstetten-Flüh
- Schloss Waldegg, Feldbrunnen-St. Niklaus
- Schloss Wartenfels (Lostorf), Lostorf

## St. Gallen
- Burg Bibiton, Kaltbrunn
- Schloss Dottenwil, Wittenbach
- Burg Forstegg, Sennwald
- Ruine Freudenberg, Bad Ragaz
- Burg Gräpplang, Flums
- Burgruine Grimmenstein,  St. Margrethen
- Schloss Heerbrugg, Heerbrugg
- Burg Hohensax, Sennwald
- Burg Iberg, Wattwil
- Schloss Lütisburg, Lütisburg
- Schloss Oberberg, Gossau
- Schloss Rapperswil, Rapperswil
- Burgruine Rosenberg, Berneck
- Schloss Sargans, Sargans
- Schloss Schwarzenbach, Jonschwil
- Schloss Sulzberg, Untereggen
- Ruine Uznaberg, Schlans
- Burg Wartau, Wartau
- Schloss Wartegg, Rorschacherberg
- Schloss Wartensee, Rorschacherberg
- Ruine Wartenstein, Pfäfers
- Schloss Werdenberg, Grabs
- Höhlenburg Wichenstein, Oberriet

## Tessin
- Torre di Attone, Giornico
- Castelgrande, Bellinzona
- Castaldaria di Cortauro, Claro
- Castello dei Griglioni, Ascona
- Castello dei Magoria, Claro
- Castello di Montebello, Bellinzona
- Castello Muralto, Muralto
- Casa dei Pagani Chiggiogna, Chiggiogna
- Casa dei Pagani Dongio, Dongio
- Casa dei Pagani Malvaglia, Malvaglia
- Castello dei Paleari, Morcote
- Torre dei Pedrini, Chironico
- Castello di Pontegana, Balerna
- Torre di Redde, Capriasca
- Castello di S. Giorgio, Magliaso
- Santa Maria di Castello (Giornico), Giornico
- Castello di Sasso Corbaro, Bellinzona
- Serravalle, Semione
- Castello Visconteo Locarno, Locarno

## Thurgau
- Ruine Alt-Bichelsee, Bichelsee
- Altenburg, Märstetten
- Schloss Altenklingen, Wigoltingen
- Burgruine Anwil-Buhwil, Kradolf-Schönenberg
- Schloss Arbon, Arbon
- Schloss Arenenberg, Salenstein
- Schloss Bachtobel, Weinfelden
- Schloss Berg, Berg
- Schloss Bernegg, Kreuzlingen, Ortsteil Emmishofen
- Schloss Bettwiesen, Bettwiesen
- Burgstelle Biessenhofen, Amriswil
- Schloss Bischofszell, Bischofszell
- Schloss Blidegg,  Zihlschlacht-Sitterdorf
- Schloss Brunnegg (Schloss Unterer Girsberg oder Alt-Gyrsberg), Kreuzlingen, Ortsteil Emmishofen
- Schloss Bürglen, Bürglen
- Burgruine Castell (Unter-Castell), Tägerwilen
- Schloss Castell (Ober-Castell), Tägerwilen
- Burgstelle Dussnang (Hushalden), Fischingen
- Schloss Ebersberg (Schloss Ober-Girsberg, Kunzenhof), Kreuzlingen
- Schloss Eppishausen, Erlen
- Burgstelle Eppenstein (Burgstogg), Bussnang
- Schloss Eugensberg, Salenstein
- Schloss Frauenfeld, Frauenfeld
- Schloss Freidorf, Roggwil
- Schloss Freudenfels, Eschenz
- Schloss Gachnang, Gachnang
- Schloss Girsberg (Schloss Mittel-Girsberg), Kreuzlingen, Ortsteil Emmishofen
- Schloss Glarisegg, Steckborn
- Schloss Gottlieben, Gottlieben
- Schloss Gündelhart, Homburg
- Schloss Hagenwil, Hagenwil
- Schloss Hauptwil, Hauptwil
- → Schloss Hard, Ermatingen
- Burgstelle Heidelberg (Ruine Haidoltsberg), Hohentannen
- Schloss Heidelberg, Hohentannen
- Burg Heitnau, Braunau
- Burg Helfenberg, Hüttwilen
- Schloss Herdern, Herdern
- Burgruine Heuberg, Kradolf-Schönenberg
- Gut Hochstrass, Tägerwilen
- Schloss Horn, Horn
- Schloss Hubberg (Schloss Hueb), Salenstein, Ortschaft Fruthwilen
- Schloss Hüttlingen, Hüttlingen
- → Schlösschen Irsee, Kreuzlingen
- Schloss Kefikon, Gachnang
- Weiherschloss Klingenberg, Homburg TG
- Burgruine Last, Kradolf-Schönenberg, Schönenberg an der Thur
- Schloss Liebburg, Lengwil
- Schloss Liebenfels, Herdern
- Schloss Lommis, Lommis
- Schloss Louisenberg, Salenstein
- Schloss Luxburg, Egnach
- Schloss Mammern, Mammern
- Schloss Mammertshofen, Roggwil
- Neuburg, Mammern
- Burg Neuenburg (Neuburg), Weinfelden
- Schloss Oetlishausen, Hohentannen
- Okenfiner Haus, Tägerwilen
- Schloss Pflanzberg, Tägerwilen
- Schloss Pfyn, Pfyn
- Schanze Raperswilen, Raperswilen
- → Relingsches Schlössli, Ermatingen
- Schloss Roggwil, Roggwil
- Schloss Salenstein, Salenstein
- Schloss Sandegg, Salenstein
- Burg Schleifenrain, Kemmental, Ortschaft Hugelshofen
- Schloss Seeburg, Kreuzlingen
- Schloss Sonnenberg, Stettfurt
- Ruine Spiegelberg, Thundorf, Ortschaft Wetzikon
- Schloss Steinegg, Hüttwilen
- Freisitz Tägerschen, Tobel-Tägerschen
- Ruine Tannegg, Fischingen
- Ruine Tuttwilerberg, Wängi
- Burg Unterhof, Diessenhofen
- Burg Unter-Salenstein, Salenstein
- Schloss Uttwil, Uttwil
- Schloss Weinfelden, Weinfelden
- Schloss Wellenberg, Wellhausen
- Schloss Wittenwil, Aadorf
- Schloss Wolfsberg, Ermatingen
- Burgstelle Wunnenberg, Schönholzerswilen

## Uri
- Schloss A Pro, Seedorf
- Burgruine Attinghausen, Attinghausen
- Schlösschen Beroldingen, Seelisberg
- Turm der Herren von Hospental, Hospental
- Meierturm Bürglen, Bürglen
- Meierturm Silenen, Silenen
- Turm im Pfarrhaus, Bürglen
- Schloss Rudenz, Flüelen
- Turm im Hotel Tell, Bürglen
- Wattigwiler Turm, Bürglen
- Zwing-Uri, Silenen

## Waadt
- Burg Aigle, Aigle
- Schloss Allaman, Allaman
- Schloss Bavois[9], Bavois
- Schloss Blonay, Blonay
- Schloss Carrouge, Moudon
- Schloss Champvent, Champvent
- Schloss Chardonne, Chardonne
- Schloss Chillon, Veytaux
- Schloss Coppet, Coppet
- Schloss Glérolles, Rivaz
- Schloss Grandson, Grandson
- Schloss Lucens, Lucens
- Schloss Mathod, Mathod
- Burgruine Montagny-près-Yverdon, Montagny-près-Yverdon
- Burg Morges, Morges
- Schloss Nyon, Nyon
- Burgruine Orbe, Orbe
- Schloss Oron, Oron-le-Châtel
- Schloss Ouchy, Lausanne-Ouchy
- Schloss Prangins, Prangins
- Schloss Rolle, Rolle
- Schloss Rougemont, Rougemont
- Schloss Saint-Maire, Lausanne
- Schloss Saint-Saphorin, Saint-Saphorin-sur-Morges
- Burg Saint-Triphon, Ollon
- Schloss La Sarraz, La Sarraz
- Burg Vanel, Rougemont
- Schloss Vufflens, Vufflens-le-Château
- Schloss Yverdon, Yverdon-les-Bains

## Wallis
- Schloss Anchettes, Noble-Contrée
- Tour Bayard, Saillon
- Burg Beauregard, Chippis
- Burg La Bâtiaz, Martigny
- Tour de Chalais, Chalais VS
- Schloss de la Cour, (Château Bellevue), Sierre
- Château de Villa, Sierre
- Feenfels oder Rocher des Fées, Crans-Montana
- Gestelnburg, Niedergesteln
- Tour de Goubing, Sierre
- Schloss Grimisuat (heute Pfarrhaus), Grimisuat
- Bischofsschloss Leuk, Leuk
- Viztumschloss Leuk, Leuk
- Schloss Mageran (de Werra, heute Altersheim St. Josef), Leuk
- Burg Majorie, Sion
- Schloss Mercier, Sierre
- Schloss de Montorge, Sion
- Burg von Porte-du-Scex, Vouvry
- Schloss Saillon, Saillon
- Schloss Saint-Maurice, Saint-Maurice VS
- Burg Saxon, Saxon VS
- Tour des Sorciers, Sion
- Burgruine La Soie, Safiesch (Granois)
- Burgruine Schlosshügel (Colline des Châteaux), Sierre
- Stockalperschloss, Brig
- Schloss Tourbillon, Sion
- Château de Valère, Sion
- Schloss Vidôme, Sierre
- Schloss Zen-Ruffinen (Loretan auch de Werra)
- Burg Gradetz, Sierre

## Zug
- Gut Aabach, Risch
- Schloss Buonas, Risch
- Schloss Freudenberg, Rotkreuz
- Burg Hünenberg, Hünenberg
- Schloss St. Andreas, Cham
- Burg Wildenburg (Zug), Baar
- Burg Zug, Zug

## Zürich
- Ruine Alt-Landenberg, Bauma
- Ruine Alt-Lägern, Boppelsen
- Ruine Alt-Regensberg, Regensdorf
- Ruine Alt-Wildberg, Wildberg
- Burg Baldern
- Ruine Bernegg, Hinwil

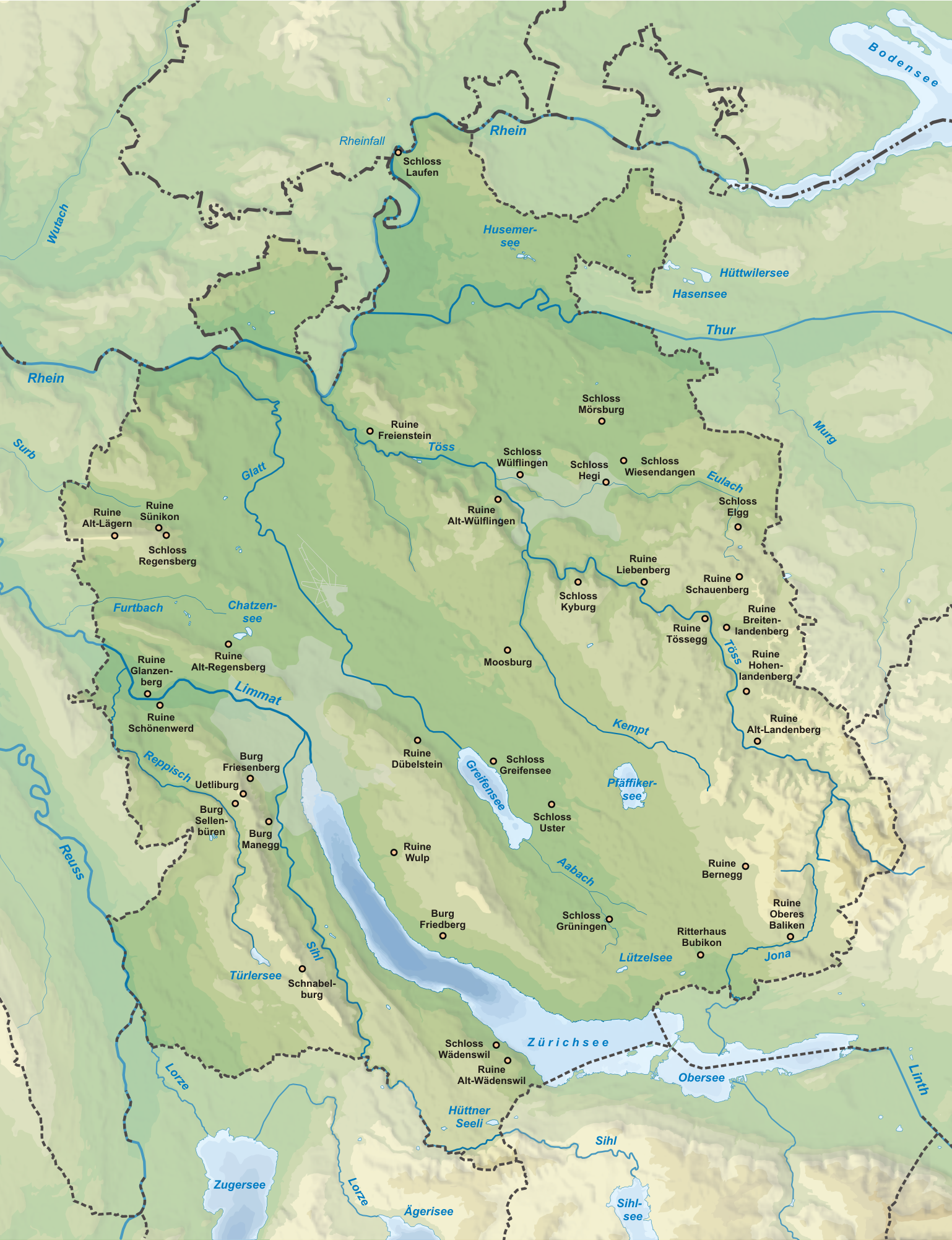
Burgen und Schlösser des Kanton Zürich

- Ruine Breitenlandenberg, Turbenthal
- Burgstelle Hoh-Wülflingen, Winterthur
- Ritterhaus Bubikon, Bubikon
- Burg Buch, Winterthur
- Burg Dättnau, Winterthur-Dättnau
- Ruine Dübelstein, Dübendorf
- Schloss Eglisau, Eglisau
- Schloss Eigenthal, Berg am Irchel
- Schloss Elgg, Elgg
- Ruine Freienstein, Freienstein-Teufen
- Ruine Friedberg, Meilen
- Ruine Friesenberg, Zürich
- Burgstelle Gamser, Winterthur
- Ruine Glanzenberg, Unterengstringen
- Schloss Greifensee, Greifensee
- Schloss Grüningen, Grüningen
- Burgstelle Heidegg, Embrach
- Schloss Hegi, Winterthur-Hegi
- Burgstall Hinwil, Hinwil
- Ruine Hohenlandenberg, Wila
- Grottenburg Hohfluh, Bachs
- Schloss Knonau, Knonau
- Schloss Kyburg, Kyburg
- Burg Langenberg, Winterthur
- Schloss Langnau, Langnau am Albis
- Schloss Laufen, Laufen-Uhwiesen
- Ruine Liebenberg, Zell
- Burg Manegg, Zürich
- Burg Maur, Maur
- Ruine Moosburg, Effretikon
- Schloss Mörsburg, Stadel (Winterthur)
- Burgstelle Multberg, Pfungen
- Schloss Nürensdorf, Nürensdorf
- Ruine Oberes Baliken, Wald
- Schloss Regensberg, Regensberg
- Burg Rossberg, Rossberg (Winterthur)
- Ruine Schauenberg, Turbenthal
- Ruine Schnabelburg, Hausen am Albis
- Ruine Schönenwerd, Dietikon
- Schloss Schwandegg, Waltalingen
- Burg Sellenbüren, Sellenbüren
- Ruine Sünikon, Steinmaur
- Neues und Altes Schloss Teufen, Freienstein-Teufen
- Ruine Tössegg, Wildberg und Turbenthal
- Ruine Uetliburg, Stallikon (Uetliberg)
- Schloss Uster, Uster
- Schloss Wädenswil, Wädenswil
- Ruine Alt-Wädenswil, Wädenswil und Richterswil
- Burgstelle Wart, Neftenbach
- Schloss Wart, Neftenbach
- Burg Werdegg, Hittnau
- Schloss Wetzikon, Wetzikon
- Schloss Wiesendangen, Wiesendangen
- Winturm, Winterthur
- Ruine Alt-Wülflingen, Winterthur-Wülflingen
- Schloss Wülflingen, Winterthur-Wülflingen
- Ruine Wulp, Küsnacht
- Schloss Wyden, Ossingen